# Rainer Ortleb

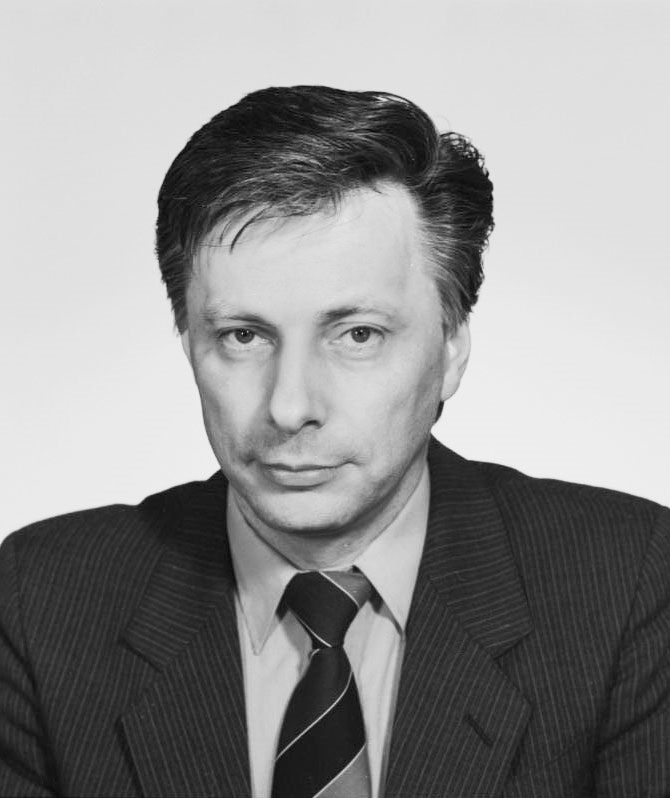
Rainer Ortleb

Rainer Ortleb (Gera, 5 juni 1944) is een Duits politicus namens de FDP.
Ortleb studeerde (1964-1971) wiskunde. In 1968 sloot hij zich aan bij de LDPD, de toenmalige Oost-Duitse liberale partij. In 1983 promoveerde hij in de technische wetenschappen. Van 1984 tot 1985 was hij docent informatica en daarna tot 1989 scheepsbouwkunde. Van 1987 tot 1990 was hij lid van het districtsbestuur van Rostock voor de LDPD. Van maart tot oktober 1990 was Ortleb voorzitter van de LDPD/LDP. Vanaf de eerste vrije verkiezingen in maart 1990 tot oktober 1990 was hij lid van de Volkskammer, het parlement van de DDR.
Na de Duitse Hereniging in oktober 1990 werd Ortleb lid van het partijbestuur van de FDP (Vrije Democratische Partij), de liberale partij van de Bondsrepubliek Duitsland.
Van 1990 tot 1998 was hij lid van de Bondsdag voor de FDP. Van 1990 tot 1994 was hij vicevoorzitter van de FDP.
Van oktober 1990 tot januari 1991 was Ortleb bondsminister voor Bijzondere Uitgaven. Vervolgens was hij van 1991 tot 1994 minister van Onderwijs en Wetenschappen.
Waldemar Koch · Wilhelm Külz · Arthur Lieutenant · Karl Hamann · Hermann Kastner · Hans Loch · Max Suhrbier · Manfred Gerlach · Rainier Ortleb
- Gemeinsame Normdatei: 141654937
- International Standard Name Identifier: 0000 0001 1086 6914
- Mathematics Genealogy Project: 89982
- Virtual International Authority File: 122021415
- WorldCat: E39PBJwCTMvMmWyCBjX6xRY3wC